# محافظة هيريرا
محافظة هيريرا (بالإسبانية: Provincia de Herrera)‏ هي محافظة في بنما، بلغ عدد سكانها 109,955 نسمة وذلك حسب إحصائيات سنة 2010، عاصمتها مقاطعة تشيتري، تبلغ مساحتها 2,362 كيلومتر مربع.